# Gymnosporia cryptopetala
Gymnosporia cryptopetala är en benvedsväxtart som beskrevs av Reyes-bet. och A.Santos. Gymnosporia cryptopetala ingår i släktet Gymnosporia och familjen Celastraceae. Inga underarter finns listade.